# Saint-Ouen-en-Belin
Saint-Ouen-en-Belin ist eine französische Gemeinde mit 1.325 Einwohnern (Stand: 1. Januar 2022) im Département Sarthe in der Region Pays de la Loire. Saint-Ouen-en-Belin gehört zum Arrondissement Le Mans und zum Kanton Écommoy. Ihre Einwohner heißen Audoniens.

## Geografie
Saint-Ouen-en-Belin liegt etwa 19 Kilometer südlich des Stadtzentrums von Le Mans. Umgeben wird Saint-Ouen-en-Belin von den Nachbargemeinden Laigné-Saint-Gervais im Norden, Écommoy im Osten, Saint-Biez-en-Belin im Süden und Südosten, Château-l’Hermitage im Süden sowie Yvré-le-Pôlin im Westen.

## Bevölkerungsentwicklung

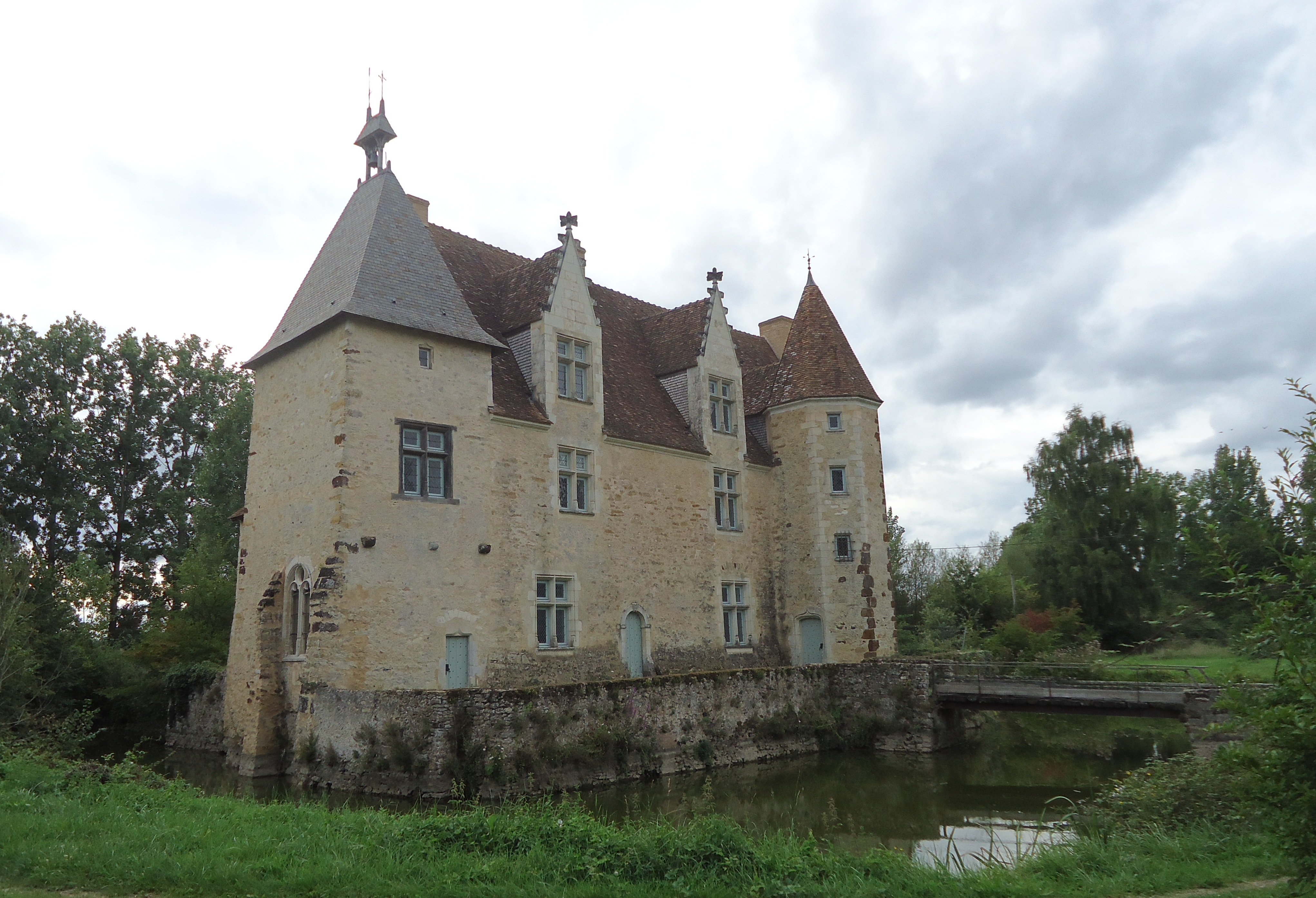
Herrenhaus La Poissonnière

| Jahr                      | 1962 | 1968 | 1975 | 1982 | 1990 | 1999 | 2006 | 2013 |
| ------------------------- | ---- | ---- | ---- | ---- | ---- | ---- | ---- | ---- |
| Einwohner                 | 785  | 760  | 879  | 785  | 898  | 1050 | 1249 | 1319 |
| Quelle: Cassini und INSEE |      |      |      |      |      |      |      |      |

## Sehenswürdigkeiten
- Kirche Saint-Ouen, neoromanischer Kirchbau von 1901
- Herrenhaus La Poissonnière aus dem 15. Jahrhundert, Monument historique seit 1977

## Gemeindepartnerschaften
Mit der rumänischen Gemeinde Stânca im Kreis Tulcea besteht eine Gemeindepartnerschaft.